# スティーヴ・ナイト (ミュージシャン)
スティーヴ・ナイト（Steve Knight、1935年5月12日 - 2013年1月19日）は、アメリカ合衆国のミュージシャンである。
1970年代前半には、ロックバンドのマウンテンのキーボーディストとして活動した。

## 来歴
ニューヨーク州出身。
1967年にジ・デヴィルズ・アンヴィル、1968年にウイングスのメンバーとして、それぞれアルバム1作の制作に参加してギター、ブズーキ、キーボードなどを演奏した。
1969年、フェリックス・パパラルディに誘われて、同年に彼が結成したマウンテンにキーボーディストとして加入し、同年8月16日にはメンバーとしてウッドストック・フェスティバルのステージに立った。
1972年にマウンテンが解散すると、ロック界を去ってニューヨークでジャズ・ミュージシャンとして活動した。
1990年代半ばからニューヨーク州ウッドストックに居住し、町の役員（town board member）を1999年から2007年まで2期8年間務めた。
2013年1月19日、病没。享年77歳。

## ディスコグラフィ

### ジ・デヴィルズ・アンヴィル
- Hard Rock from the Middle East (1967年）[5]

### ウイングス
- Wings（1968年）[6]

### マウンテン
- 『勝利への登攀』 - Climbing! (1970年）
- 『ナンタケット・スレイライド』 - Nantucket Sleighride (1971年）
- 『悪の華』 - Flower of Evil (1971年）
- 『マウンテン・ライヴ 暗黒への挑戦』 - Mountain Live: The Road Goes Ever On (1972年）
- 『ベスト・オブ・マウンテン』 - The Best of Mountain (1973年）